# Digipak

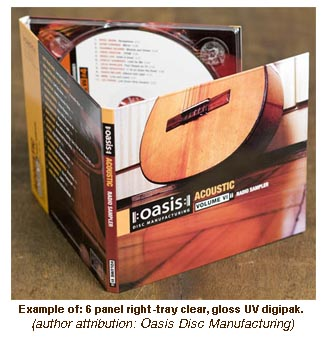
Un esempio di digipak

Il Digipak o cartonato è un tipo di confezione molto usato per CD e DVD. Il nome è in realtà un marchio registrato che è stato poi adottato per indicare lo specifico tipo di confezione, similmente a quanto avvenne con il Walkman di Sony negli anni Ottanta.
Si tratta di un imballaggio utilizzato solitamente per prime edizioni, edizioni limitate o speciali di album. Le dimensioni sono le stesse delle confezioni di tipo jewel case, ma quelle di questo formato presentano generalmente un costo leggermente maggiore, e una versatilità d'uso molto più elevata: oltre alla possibilità di contenere più dischi, il Digipak (essendo realizzato in materiale stampabile) può essere non solo supporto per il libretto, ma esso stesso parte costituente della grafica dell'album.
Il Digipak è realizzato in cartoncino alto spessore, solitamente in grammatura di 300 g/m2; viene prima stampato, poi lucidato o plastificato fustellato, cioè viene data la forma aperta al cartoncino con tagli esterni e pieghe interne e successivamente incollato su sé stesso e applicato il tray per tenere il CD.
Ha uno spessore molto simile al jewel case ed è completamente personalizzabile; è inoltre possibile realizzarlo con un taglio nell'anta opposto al supporto del CD per inserire un libretto a più pagine.